# Camille Laurens (écrivaine)
Pour les articles homonymes, voir Camille Laurens et Ruel.
Camille Laurens, de son vrai nom Laurence Ruel, est une écrivaine française, membre de l'Académie Goncourt.

## Biographie
Née le 6 novembre 1957 à Dijon (Côte-d'Or), Camille Laurens est agrégée de lettres modernes et docteure en création littéraire et artistique. Elle enseigne à Rouen, puis à partir de 1984 au Maroc, où elle passe douze ans. En 2012-2013, elle enseigne à l'Institut d'études politiques de Paris.
De 2007 à 2019, elle fait partie du jury du prix Femina. Elle est membre de l'Académie Goncourt depuis le 11 février 2020.
Ses ouvrages sont traduits dans une trentaine de langues. Un colloque international est consacré à son œuvre en 2019.

## Premiers romans
Dès son entrée en littérature, Laurence Ruel choisit le pseudonyme de Camille Laurens.
Après Index, publié en 1991 chez P.O.L, paraissent Romance (1992), Les Travaux d'Hercule (1994) et L'Avenir (1998). Ces quatre romans, bien qu'ils puissent se lire séparément, forment une tétralogie. Leurs chapitres suivent l'ordre alphabétique, depuis Abri, qui ouvre Index jusqu'à Zygote, qui clôt L'Avenir ; et tissent des motifs récurrents autour de la figure borgésienne du labyrinthe. Selon Philippe Savary, l'œuvre de Camille Laurens se distingue alors par sa fantaisie imaginative et « une réflexion constante autour du rapport entre la fiction et la réalité, l'illusion et la vérité ».

## L'autofiction
Entre le troisième et le quatrième volet, survient le drame personnel qu'elle a vécu en 1994 : la perte d'un enfant. Cette douleur sera à l'origine de Philippe (1995). Elle reviendra sur ce décès dans Cet absent-là.
Alors que Camille Laurens avait commencé son travail littéraire par la fiction, ce choc existentiel et l'écriture inhérente à son traitement littéraire l'ont conduite à un travail d'écriture dans lequel elle renonce, pour une part, à la fiction au sens classique, pour s'approcher de l'autofiction. Après 1996, elle entame donc une forme de travail introspectif sur le sujet humain, son rapport à lui-même et ses désirs. C'est ainsi qu'elle publie successivement : Dans ces bras-là, L'Amour, roman, Ni toi ni moi et Romance nerveuse.
En 2000, avec Dans ces bras-là, elle obtient le prix Femina et le prix Renaudot des lycéens.

## Étude de la langue
Parallèlement à son entreprise romanesque, Camille Laurens poursuit un travail littéraire qui se veut avant tout textuel, s’intéressant à « la langue, matière vivante ». C'est ainsi qu'elle publie d'abord Quelques-uns (1999), dont le titre est emprunté à Beckett : « Les mots ont été mes seules amours - quelques-uns » Puis elle rassemble dans Le Grain des mots les textes qu'elle a écrits pendant deux ans dans le journal L'Humanité. Enfin, Tissé par mille (2008) reprend l'ensemble des émissions qu'elle a produites sur France Culture entre janvier 2005 et juillet 2006. Dans ces trois ouvrages, l'auteure tente de déchiffrer, de manière souvent ludique, la part cachée des mots, ce qui se trame sous leurs sens. De sa chronique radiophonique naît aussi un CD, Tissé par mille, dans lequel le compositeur expérimental Philippe Mion mêle sa partition électro-acoustique à la voix de Camille Laurens, qui lit ses propres textes.

## Essais et chroniques
Camille Laurens est l'auteure de plusieurs essais. En 2011, dans Les Fiancées du Diable, elle s'intéresse à la représentation des femmes terrifiantes dans l'art. En 2013, Encore et jamais explore le thème de la répétition sous toutes ses formes, que celle-ci soit positive (les séries en peinture, la rime en poésie, les reprises musicales…) ou négative (la répétition névrotique, notamment),. En 2017, La petite danseuse de quatorze ans retrace l'histoire de Marie van Goethem, modèle de la célèbre sculpture d'Edgar Degas.
Depuis 2002, Camille Laurens a également une activité de chroniqueuse dans différents quotidiens : Le Monde en 2014 et 2015. De septembre 2015 à juin 2019, elle tient une chronique mensuelle, « Écritures », dans Libération. En août 2019 elle reprend « le feuilleton » hebdomadaire du Monde des livres supplément au Monde.

## Autres activités
En avril 2012, elle codirige avec Tom Bishop le premier colloque franco-américain sur l'autofiction à l'Université de New York,.
En mars 2019, elle crée avec Joanne Leighton une performance, L&L, dont elle écrit les textes. Elle danse en duo avec la chorégraphe dans le cadre du festival Concordan(s)e, notamment à la Maison de la Poésie ou au Centre Georges Pompidou.

## Critique
Il lui est parfois reproché une certaine forme de conformisme littéraire, notamment celle de l'autofiction, comme le note Pierre Jourde en 2002 dans La Littérature sans estomac. Camille Laurens lui a répondu dans un article parodique de La Revue littéraire,.

## Polémiques
En 2003, à la suite de la publication de L'Amour, roman, Yves Mézières, son ex-mari, l'assigne en justice pour atteinte à la vie privée. Il est débouté : « Camille Laurens n'a pas porté atteinte à la vie privée de son mari », a déclaré la vice-présidente du tribunal de grande instance de Paris le vendredi 4 avril 2003, mettant en avant que l'utilisation des vrais prénoms ne suffit pas « à ôter à cette œuvre le caractère fictif que confère à toute œuvre d’art sa dimension esthétique, certes nécessairement empruntée au vécu de l’auteur, mais également passée au prisme déformant de la mémoire et, en matière littéraire, de l’écriture »[réf. à confirmer]. En 2009, Yves Mézières publie Mosaïque de seuil, livre dans lequel il revient sur cette affaire.
En septembre 2007, lors de la publication de Tom est mort de Marie Darrieussecq (elle écrit aussi chez P.O.L), Camille Laurens, dans un texte publié dans La Revue littéraire « Marie Darrieussecq ou le syndrome du coucou », accuse cette dernière de « plagiat psychique[réf. à confirmer] ». Camille Laurens lui reproche en outre d'avoir rédigé un « livre sur le deuil » et non un « livre de deuil », singeant ainsi une expérience qu'elle n'a pas personnellement éprouvée. Marie Darrieussecq estime que cette polémique est un « ignoble concours de douleurs, et que, quel qu'en soit le sujet, un roman n'a pas à se légitimer d'une expérience vécue ». Elle est soutenue par leur éditeur commun P.O.L, qui a choisi de ne plus publier Camille Laurens.
En septembre 2021, alors qu'elle est membre du jury du prix Goncourt, elle est soupçonnée de conflit d'intérêts, l'un des auteurs figurant dans la première sélection du prix, le philosophe François Noudelmann étant alors son compagnon. « Ce qui nous intéresse, c'est l'œuvre et elle seule », assure cependant Didier Decoin, le président de l'Académie Goncourt,. En revanche, Didier Decoin n'a « pas aimé du tout, du tout » la violente chronique que Camille Laurens a consacrée dans Le Monde du 17 septembre à un livre qui est également dans la première sélection du Goncourt, et dont les thèmes sont proches de ceux abordés par Noudelmann. Selon Decoin, l'Académie ayant choisi cet ouvrage, Laurens devait se montrer « solidaire » : « Elle n’a pas à décréter tout à coup que ce livre est une nullité […] Je n'ai pas apprécié du tout. Et nous en parlerons ! »

## Récompenses et distinctions
- 2000 : prix Femina pour Dans ces bras-là
- 2000 : prix Renaudot des lycéens pour Dans ces bras-là
- 2006 : officière de l'ordre des Arts et des Lettres[36]
- 2008 : prix Bourgogne de littérature pour Tissé par mille.
- Nommée au prix Goncourt pour Dans ces bras-là (2000) et Ni toi ni moi (2006)
- 2016 : prix du Roman-News pour Celle que vous croyez[37]
- 2018 : prix David de l'expertise pour La Petite Danseuse de 14 ans[38]
- 2018 : prix Eve-Delacroix de l'Académie Française pour La Petite Danseuse de 14 ans[39]
- 2020 : Fille est élu Meilleur livre de l'année par le magazine Lire[40]
- 2025 : Grand prix RTL-Lire pour Ta promesse[41]

## Œuvres

### Romans et récits
- Index, roman, P.O.L, 1991 ; rééd. Gallimard, 2014
- Romance, roman, P.O.L, 1992 ; rééd. Gallimard, 2012
- Les Travaux d'Hercule, roman, P.O.L, 1994 ; rééd. Gallimard, 2012
- Philippe, récit, P.O.L, 1995 ; rééd. Stock, 2011
- L'Avenir, roman, P.O.L, 1998
- Dans ces bras-là, roman, P.O.L, 2000
- L'Amour, roman, roman, P.O.L, 2003
- Cet absent-là, récit, Léo Scheer, 2004
- Ni toi ni moi, roman, P.O.L, 2006 ; rééd. Gallimard, 2011
- Romance nerveuse, roman, éd. Gallimard, 2010
- Celle que vous croyez, roman, éd. Gallimard, 2016
- Fille, roman, éd. Gallimard, 2020
- Ta promesse, roman, éd. Gallimard, 2025

### Essais
- Quelques-uns, P.O.L , 1999, réed. Gallimard, 2012
- Le Grain des mots, P.O.L, 2003 ; rééd. Gallimard, 2012
- Tissé par mille, éd. Gallimard, 2008
- Les Fiancées du diable – enquête sur les femmes terrifiantes, beau-livre, éditions du Toucan, 2011
- Le Syndrome du coucou, essai, Stock, 2011[réf. nécessaire]
- Encore et jamais, variations, éd. Gallimard, 2013
- La Petite Danseuse de quatorze ans, éd. Stock, 2017

### Théâtre
- Le Pouce, dans Les Cinq Doigts de la main, théâtre, collectif, Actes Sud, 2006.
- Euridyce ou l'Homme de dos, théâtre, dans Guerres et Paix, 8 pièces courtes, L'Avant-scène/Théâtre, 2012
- La scène, dans Le courage, recueil collectif, L'Avant-scène/ théâtre, 2017

### Ouvrages collectifs
- 1998 : Mourir avant de n'être ?, collectif, sous la direction de René Frydman et Muriel Flis-Trève, éditions Odile Jacob.
- 1999 : (d'après photo) de Sandrine Jousseaume, Méréal.
- 1999 : Une bibliothèque d'écrivains, collectif, éditions du Rocher.
- 2002 : Les Femmes et l'Amour de Jérôme Clément, Stock.
- 2002 : Bests Regards, éditions du Regard.
- 2006 : Lettres à Marguerite Duras, collectif, sous la direction de Danielle Laurin, Québec, éditions Varia.
- 2006 : Le Pouce, dans Les Cinq Doigts de la main, théâtre, collectif, Actes Sud.
- 2007 : Genèse et Autofiction, sous la direction de Jean-Louis Jeannelle et Catherine Viollet, Academia-Bruylant.
- 2008 : Familles, explosion ou évolution ?, sous la direction de Joyce Aïn, Érès.
- 2008 : Le Premier Homme de ma vie, d'Olivia Benamou, Laffont
- 2009 : Lettres à un adolescent. Les plus beaux messages des grands auteurs à leurs enfants, anthologie, Bayard.
- 2010 : Petit pan de mur jaune. 22 écrivains du côté du Louvre, collectif, Skira.
- 2010 : Autofiction(s), actes du colloque de Cerisy 2008, sous la direction de Claude Burgelin et Isabelle Grell, Presses universitaires de Lyon.
- 2012 : Euridyce ou l'Homme de dos, théâtre, dans Guerres et Paix, 8 pièces courtes, L'Avant-scène/Théâtre.
- 2015 : Louise Labé, dans L’Une et l’Autre, éditions de l'Iconoclaste
- 2016 : Écritures de soi, écritures du corps, sous la direction de J.F Chiantaretto et C. Matha, Hermann
- 2017 : L'ascenseur, dans Sur le divan, recueil collectif, éditions Stilus
- 2017 : La scène, dans Le courage, recueil collectif, éditions L'Avant-scène théâtre
- 2020 : La morsure, dans Les désirs comme désordre, recueil collectif, Pauvert

### Articles
- 2005 : « Jour de foire », La Revue littéraire, no 9, octobre[42].
- 2007 : « Marie Darrieussecq ou le syndrome du coucou », La Revue littéraire, no 32, automne 2007.

### Collaborations artistiques
- 2002 : écriture d'une chanson, Comateen I sur l'album Paradize du groupe Indochine[43].
- 2008 : écriture d'un texte, « Le bout de la langue » pour le spectacle théâtral Corpus Eroticus, mis en scène par Virginie Deville, Maison des Métallos[44].
- 2010 : collaboration avec la compagnie Vendaval et la chorégraphe Carmela Acuyo pour le spectacle La mer dans un verre[45].

## Adaptations et œuvres théâtrales
- 2001 : Seule avec lui, d'après Dans ces bras-là, mise en scène par Odile Roire, Théâtre du Chaudron, Vincennes.
- 2006 : L'amour, roman, mise en scène par Carole Drouelle sous le titre L'amour, théâtre, La Grange Dîmière, Fresnes.
- 2006 : Au nom du père, du fils et de l'amant, d'après Dans ces bras-là, mise en scène par Gérald Chevrolet sous le titre, Théâtre du Caveau, Genève.
- 2012 : Eurydice ou L'homme de dos, mise en espace par Ladislas Chollat, Théâtre des Mathurins, Paris.
- 2017 : La scène, mise en espace par Catherine Schaub dans le cadre des Intrépides- SACD, Théâtre Antoine, Paris
- 2019 : Celle que vous croyez, d'après le roman éponyme, mise en scène de Jessica Gazon, Théâtre Le Rideau de Bruxelles[46]

## Adaptation cinématographique
En 2019, Celle que vous croyez est adapté à l'écran par Safy Nebbou, avec Juliette Binoche dans le rôle principal. Le film est présenté à la Berlinade Special au festival de Berlin 2019.